# عصام العطار
عصام العطار (1346- 1445هـ / 1927- 2024م) داعية إسلامي سوري، وكاتب أديب شاعر، ومفكر مربٍّ، عضو البرلمان السوري، والمراقب العام لجماعة الإخوان المسلمين في سورية سابقًا. وهو شقيق الدكتورة نجاح العطار نائبة الرئيس السوري للشؤون الثقافية والإعلامية، وزوجته هي الداعية الكاتبة بنان الطنطاوي بنت الشيخ علي الطنطاوي، وحفيدته هي الناشطة الحقوقية الراحلة في ربيع عمرها هدى عابدين.

## ولادته وأسرته

عصام العطار في شبابه

عصام العطار مع زوجه بنان الطنطاوي، وولديهما هادية وأيمن

ولد عصام العطار في دمشق، يوم الاثنين 18 جُمادى الآخرة 1346هـ الموافق 12 ديسمبر (كانون الأول) 1927م في أعقاب الثورة السورية. لأسرة علمية عريقة (أسرة العطار) الشهيرة بالعلم والفضل، وكانت رئاسة العلم في دمشق لرجالهم؛ ولا سيما في الفقه والحديث. وتوارثت الأسرة التدريس والخطابة في المسجد الأموي لعدة قرون خَلَتْ، ولها غرفة مكتبة في المسجد. ونسب العائلة يرجع إلى جدها الحسني الحسيني الهاشمي ولُقِّبَ بالعطار لعلمه الفقهي واللغوي وأسلوب محاضراته الجميل في المسجد الأموي. والده الشيخ محمد رضا العطار كان عالما ومن رجال القضاء الشرعي والعدلي، وكان رئيسا لمحكمة الجنايات ومحكمة التمييز. وكان من محبي ومناصري السلطان عبد الحميد، وقد شارك في محاربة الاتحاديين، فحكم عليه جمال باشا والي سوريا بالإعدام مع من حكم عليهم وأعدمهم من الوطنيين فيما عرفوا بشهداء 6 أيار 1911، فهرب وعاش سنوات بين القبائل العربية في حوران في جبل العرب جبل الدروز. ثم نفي أخيرا بعد اعتقاله إلى استانبول أثناء الحرب العالمية الأولى، ثم عاد إلى البلاد، كان من أبرع من ركب الخيل ويجيد استخدام السلاح، ويحب سير الفروسية ويحفظ سيرة ابن هشام وكثير من كتب الفقه والحديث. وكان قوي الذاكرة وحلو الحديث.
كان القرآن الكريم جزءا من تربية عصام العطار وثقافته، وقد حفظ بعض المتون مثل ألفية ابن مالك ومتن الزُبد (حيث كان أجداده من أئمة الشافعية في بلاد الشام).
وقد كان لنشأته في أسرة علم سببا في لسانه العربي الرصين بدون تكلف، وقد قرأ في صغره لكبار الأدباء العرب مثل مصطفى صادق الرافعي، وطه حسين، وعباس محمود العقاد، وأحمد حسن الزيات، وزكي نجيب محمود، وساطع الحصري، وأحمد أمين، وعلي عبد الواحد وافي (عميد علم الاجتماع)، وقسطنطين زريق، وسلامة موسى، وعبد الرحمن بدوي.
في المدرسة الابتدائية كانت المدارس تزور المدارس، فيطلب من عصام العطار الطالب أن يجيب، فكان يرتفع التصفيق لبيانه ولسانه العربي السليم. وقد حاز العديد من الجوائز في المدرسة الابتدائية.
أول صلة له كانت بشباب محمد صلى الله عليه وسلم وهي جمعية من الجمعيات التي كونت الأخوان المسلمين. وكانوا يقومون بتعليم أسس الإسلام، وكانوا يعيشون سوية، فيأكلون، ويقومون مع بعضهم، ويخرجون إلى القرى يخطبون الجمعة.
وكان في المدن الأخرى شيئا مشابها ففي حلب كان هناك دار الأرقم وفي حمص وحماة، وكان هناك تعارف بين هذه الجمعيات. حتى عاد مصطفى السباعي من مصر الذي كان يتابع ما يجري في سورية، وكان له فضل كبير في تقوية ارتباط الجمعيات مع بعضها، وأن تأخذ هذه الجمعيات اسم الأخوان المسلمين، وانتخب أمينا عاما للأخوان المسلمين.
تعرف عصام العطار على مصطفى السباعي سنة 1945-1946م.
1947 م جرت انتخابات شديدة، وكان في السلطة شكري القوتلي، أصدرت رابطة العلماء قائمة منفصلة عن الحزب الوطني.
1952 م ساءت العلاقات بين المشايخ والأستاذ السباعي في قضية تتعلق بدين الدولة، حيث استغنى المشايخ عن نقطة أن دستور الدولة هو الإسلام مقابل تسميات في الدستور كتمسك الدولة بالإسلام ومبادئه ودين رئيس الدول هو الإسلام. فطلب من عصام العطار أن يصون العلاقة بين المشايخ والأستاذ السباعي وقد أصروا عليه برابطة العلماء أن يضموه إليهم، فتعرف إليهم وسمع مناقشاتهم وشارك في نشاطاتهم وكان معهم في بعض اللقاءات المهمة فكان محاورا عنهم.
1955 م عقد مؤتمر في دمشق ضم كل شيوخ سورية الكبار وكل السياسيين السوريين الإسلاميين ومنهم محمد المبارك، ومعروف الدواليبي، ومصطفى الزرقا، وكل الجمعيات الثقافية الإسلامية. وفي هذا المؤتمر اختير عصام العطار بالإجماع أمينا عاما لهيئة المؤتمر الإسلامي. وكان في وقتها في الهيئة التشريعية والمكتب التنفيذي للأخوان المسلمين وعضوا في مكتب دمشق للأخوان المسلمين.
كان هو الخطيب شبه الدائم في مسجد الجامعة مع علي الطنطاوي ومصطفى السباعي وآخرين. وكان المسجد يمتلئ بالألوف من الطلاب وأساتذة.
وقد هاجم عصام العطار الحكم الديكتاتوري للشيشكلي سنة 1951 هجوما شديدا فصدر أمر اعتقاله، فنصحه المقربون منه وأجبروه بالخروج إلى مصر.

## إقامته في مصر
سبق اسم عصام العطار وصوله ونتيجة لعلاقته الجيدة مع الهضيبي وعبد القادر عودة تيسرت الأمور. تعاون مع الأخوان المسلمين في مصر في اللجنة التوجيهية للأخوان وكان مقرر اللجنة عبد العزيز كامل الذي وجد له بيتا يسكن فيه في نفس البناء الذي كان يسكن فيه. قابل في مصر العديد من الشخصيات منهم سيد قطب، والبشير الإبراهيمي شيخ علماء الجزائر، ومحمود محمد شاكر عالم العربية الكبير، وعبد الوهاب عزام أديب العربية الكبير. كانت الحياة في مصر غنية وكان لها أثر في حياته لما بعد.

## عودته إلى سوريا

عصام العطار مع عمِّه والد زوجه الشيخ علي الطنطاوي، وبينهما يمان الطنطاوي صُغرى بنات الشيخ علي

اشتد على أبيه المرض في سورية وكان يستحلف الناس الذين يزورونه ألا يخبروا عصام العطار في مصر إلى أن شارف على الوفاة فأبرق علي الطنطاوي (والد زوجته بنان) إلى خاله محب الدين الخطيب ( خال علي الطنطاوي) أن يترفق في إخباره. وعاد إلى الشام.
في عام 1954 جاء الهضيبي في زيارة إلى سوريا. واختير عصام العطار ليكون مرافقا له في هذه الرحلة. كما رافقه أيضا الشيخ محمد الحامد ومصطفى السباعي وسعيد رمضان. وكان يحضر له مئات الألوف وتخرج مئات السيارات في حضوره.
كان من أبرز رموز المعارضة السورية لنظام حافظ الأسد ثم ولده بشار الأسد. وقد ألف العديد من الكتب والمقالات حول الإسلام والدعوة الإسلامية

## الانشقاق في صفوف الأخوان
قام انقلاب الشيشكلي على مرحلتين، فقد ترك الحكم المدني يستمر وكان معروف الدواليبي رئيسا للوزراء والذي لم يسارٍ الشيشكلي فتصادما وسُجن الدواليبي. قام مصطفى السباعي بمحاولات لرأب الصدع بين الطرفين إلا أن الشيشكلي حل المجلس النيابي واعتقل مصطفى السباعي نحو أربعة أشهر. وقد حل الشيشكلي جماعة الأخوان المسلمين. وقد أراد مصطفى السباعي أن يكون الحل حقيقيا. هنالك من أقنع مصطفى السباعي بأن تنحل الجماعة في الوضع الراهن نتيجة الظروف السياسية الحالية من انقلابات وديكتاتورية وإنشاء تنظيم سري بمن يمكن أن ينتظم من الأخوان في هكذا تنظيم سري. هذا الأمر حرر عصام العطار بحيث لا تؤثر مواقفه على الجماعة ولذلك تمادى في الهجوم على الشيشكلي.

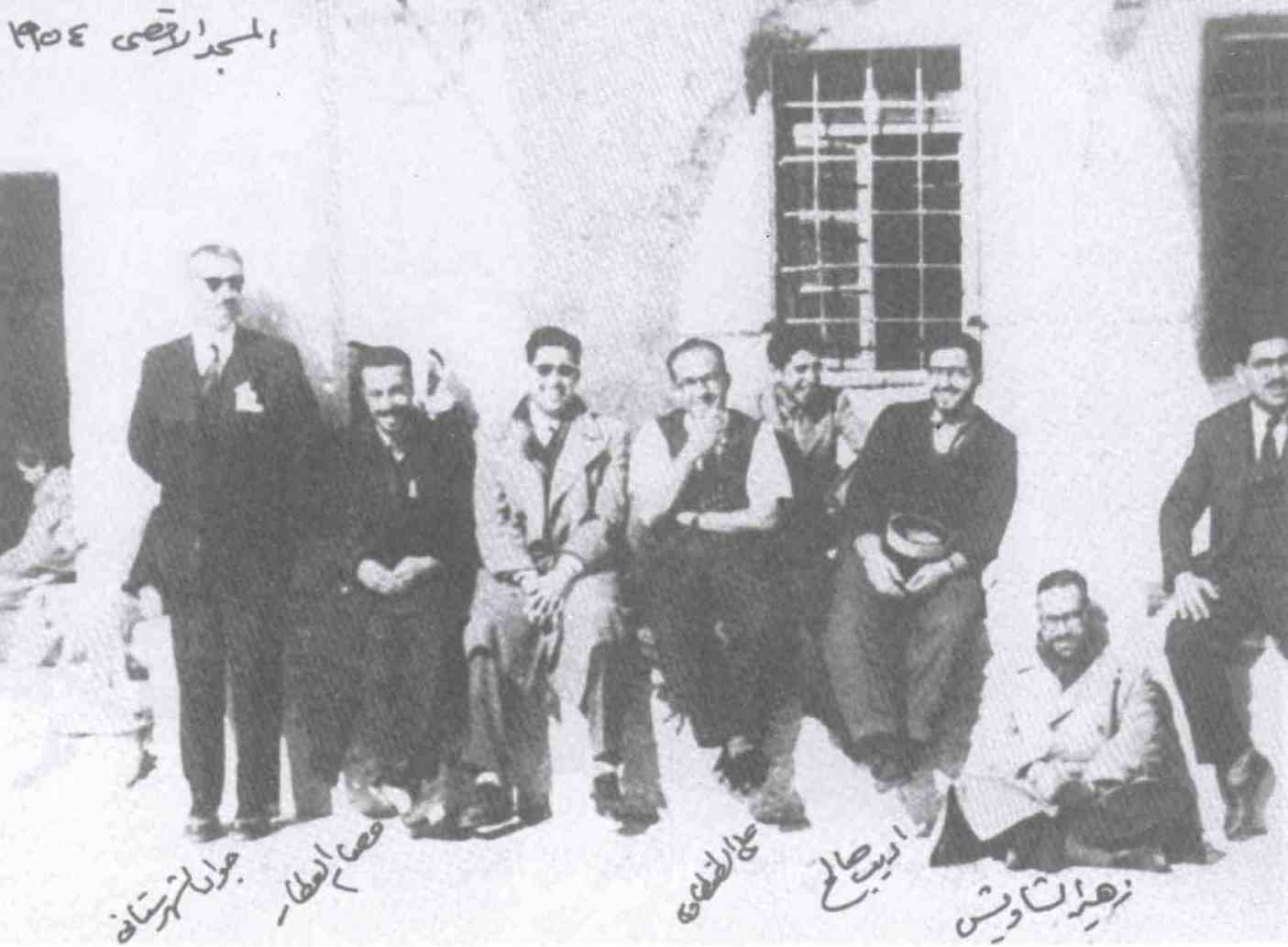
علي الطنطاوي، ومعه عصام العطار، وزهير الشاويش، ومحمد أديب صالح، وجواد شهرستاني، في المسجد الأقصى، عام 1954م

وقد لعب نجيب جويفل وهو ضابط مخابرات مصري دورا هاما في حل الجماعة حيث اخترق النظام الخاص للأخوان المسلمين وحاول شق الصف بالدعوة إلى أن يكون هناك مرشدا واحدا في مختلف البلاد العربية من الكويت إلى الأردن وسورية ومصر وفلسطين، وقد انضم له بعض خيرة العناصر بمقاصدها الطيبة وبإمكاناتها وكان يغري كل فريق من الناس بما يطمحون إليه كمساعدة الفلسطينيين في حربهم. وقد كانت بعض هذه العناصر من المقربين لمصطفى السباعي، وقد كشف أمره لاحقا بعد قيام الوحدة بين سورية ومصر. خرج السباعي من المعتقل إلى لبنان مباشرة وبقي يعمل هناك في العمل الإسلامي.
خلال زيارة حسن الهضيبي أسس المكتب التنفيذي للأخوان المسلمين في البلاد العربية وكان يمثل سورية فيه بشكل طبيعي الأستاذ الدكتور مصطفى السباعي ومعه عصام العطار.
عند عودة الهضيبي إلى مصر اتخذ موقفا من المعاهدة المصرية البريطانية ونقدها في عدة جوانب فكانت طلائع المحنة بالسجن ثم التعذيب والإعدام لعدد من الأخوان مثل عبد القادر عودة ومحمد فرغلي ويوسف طلعت وهنداوي محمود عبد اللطيف، وكان لذلك رد فعل كبير في سورية. وفي ذلك الحين يقف الجمهور في مختلف توجهاته ضد عبد الناصر. ولكن بعد تأميم قناة السويس 1956، تراجع الصدام بين الأخوان وعبد الناصر وتجاوب الأخوان مع هذه الخطوة، وزادت الأحزاب من صلتها مع عبد الناصر. في حين استغلت الأحزاب غير الإسلامية من الشيوعيين والاشتراكيين في ضرب العمل الإسلامي وضرب الأخوان المسلمين.
في عام 1956 أوفدت الجامعة الأستاذ مصطفى السباعي إلى أوربة للاطلاع على مناهج الدراسات الإسلامية، فكانت هذه المرحلة من أخطر المراحل التي حمل فيها عصام العطار مسؤولية العمل الإسلامي.
وفرضت الظروف أن يتكون المكتب التنفيذي للأخوان المسلمين في حلب، وقد اختير عصام العطار ممثلا ومتحدثا باسم الأخوان المسلمين، فكان عصام العطار من الناحية الفعلية يحمل مسؤولية المراقب العام للأخوان المسلمين والمكتب التنفيذي في وقت واحد، فكان مصير الجماعة متوقف على موقفه.
قامت المقاومة الشعبية لأن سورية كانت مستهدفة وكانت هدفا لكثير من المؤامرات، من دول عربية وغربية. وكان قائدها في ذلك الوقت صلاح البزرة. وتكونت هذه المقاومة للتصدي لتركيا ودول حلف بغداد وهدفها غير المعلن هو القضاء على الأخوان المسلمين. وكان من ورائها الشيوعيون وبشكل خاص الجيش والمخابرات.
زار عصام العطار في إحدى المرات شكري القوتلي وكان رئيسا للجمهورية، ووضح له أمور المقاومة الشعبية ومقاصدها، ولكن لم يكن بيده من شيء. فأصدر العطار بيانا إلى الأخوان يشير إلى هذه المعاني. اجتمع عصام العطار مع صلاح البزرة قائد المقاومة الشعبية بحضور فخري البارودي وحذره من أي خطوة تقوم بها الشيوعية في سورية.
1957 م قبل الوحدة رشح فيها السباعي نفسه ومقابله كان رياض المالكي، كانت انتخابات تاريخية وكارثية، وكانت من أكبر الأخطاء التي وقع فيها الأخوان. انقسمت البلاد قسمين، الحكم القائم ومن ورائه الجيش والمخابرات وعبد الناصر، وفي المقابل الأخوان ومعهم بعض رجال الأحزاب، وفريق من أرباب المال والأعمال. فقد اسقطت نيابة أربع نواب من المجلس النيابي، وفتح الطريق لانتخابات تكميلية. وقد حضر العطار اجتماعا تمهيديا في بيت معروف الدواليبي، حضره عدة رؤساء للأحزاب ورجال الأعمال، ولقد أصر عصام العطار على رفض دخول الأخوان في هذه المواجهة، فصحة السباعي لا تساعده على هذه المواجهة، ولماذا يدخل الأخوان في مواجهة وهي حرب باسم الأخوان، وسيتخلى عنهم الجميع عند الخسارة. وكان من نتائج خسارة الانتخابات شلل الأستاذ السباعي.

## الوحدة مع مصر
كان عصام العطار مع الوحدة على أساس ديمقراطي برلماني، لأن أوضاع القطرين متباينة في كثير من النقاط، فتبدأ الوحدة على الصعيد العسكري والخارجي وتعطى فترة حتى تهيئ الأسباب لما هو أكثر.
اشترط عبد الناصر أن تحل الأحزاب في سورية نفسها، فحلت. كان السباعي قد عاد من سفره، ولم يكن حل الجماعة موضع خلاف، فأعلن السباعي حل الجماعة.
كان الأخوان في سورية قد دعموا مصر أثناء العدوان الثلاثي على مصر. ولما حصلت الوحدة، كان الأخوان في وقاية مما كان مخططا لهم.
حلت الأحزاب السياسية كما هو معروف، وحلت جماعة الأخوان حلا حقيقيا، وانتهت كحركة منظمة، وذهبت معظم قيادات الأخوان إلى الاتحاد القومي الذي أقامه جمال عبد الناصر، وذلك لدوافع مختلفة.
وفي وقت كان الناس يقدسون ويمجدون عبد الناصر، أعلن عصام العطار في خطب يوم الجمعة في مسجد الجامعة أن طريقه طريق الوحدة وهو مخالف لطريق عبد الناصر والاتحاد القومي في الدكتاتورية وانتقاص حقوق الإنسان. ومع الزمان كانت خطب مسجد الجامعة هي الخيط غير الرسمي الذي كان يربط الأخوان مع بعضهم. وكان هذا الدور صدمة للسلطات، ولولا التأييد الشعبي والتاريخ والدور الذي كان يلعبه عصام العطار، لم يكن ليسمح له بذلك.

## عند الانفصال
افترق موقف الأخوان عن موقف جميع الأطراف. فقد أراد العطار الاستمساك بأصل الوحدة مع التعديل في أساسها. ورفض العطار توقيع وثيقة الانفصال، ورفض معه الأخوان، ورفض التيار الإسلامي في البلاد الانفصال، في حين وقع القوميون والاشتراكيون الوثيقة.
أجمع الإسلاميون على ترشيح العطار بقائمة مصغرة من ثلاث أشخاص، ولم ينجح من قائمة الحزب الوطني إلا صبري العسلي. وتألفت أول حكومة، وانتخب ناظم القدسي رئيسا للجمهورية، وكلف معروف الدواليبي بتأليف الوزارة وطلب من العطار بالمشاركة في الوزارة، ولكنه رفض.
بعد عدة أشهر قام انقلاب، واعتقلوا رئيس الدولة، ورئيس الوزارة، ودعوا 13 شخص منهم عصام العطار من أجل أن يشاركوا في استلام الحكم في سورية. فرفض عصام العطار ذلك، ودعاهم إلى إعادة رئيس الجمهورية إلى مكانه، فأفرجوا عنه ورجع رئيسا للجمهورية. وأجبروه على تكليف بشير العظمة بتأليف الوزارة، فدعا عصام العطار إلى القصر الجمهوري وعرض عليه المشاركة في الوزارة، ولكنه رفض لأن بشير العظمة شيوعي ولا يصلح لتأليف الوزارة، وطلب حكومة ائتلافية يشارك فيها الجميع أو حكومة حيادية يطمئن إليها الجميع. فاتصل رئيس الجمهورية بعصام العطار وعرض عليه أن يسمي أربع وزارء، فرفض. فاضطرت حكومة بشير العظمة للاستقالة.

## من أقواله
- شعرا:

وقال عندما أصابه الشلل في بروكسل سنة 1968م:
- نثرا:
- بعض الناس فقدوا نعمة الحرية، والشوق إِليها، والقدرة على الحياة بها، فهم يتنقلون من سيّد إِلى سيّد، ومن نِير إِلى نِير .. سيّدٍ يُسَخّرهم بالخوف والسوط، وسيدٍ يسخرهم بالطمع والفُتات، وهم عبيد، بل شرّ من العبيد، في كلتا الحالتين
- بعض الناس يخلطون بين الحكمة وبين الذِلَّةِ والخُنوع، فيسمّون ذُلَّهم وخنوعَهم، وإِيثارَهم السلامةَ على الواجب، والدنيا على الآخرة.. حكمة!! وما أبعدهم في ذلك عن الأمانة والصواب!!
- قد يفقد الإنسانُ منصبه، أو يفقد ماله، أو يفقد عزيزاً عليه، ويبقى الإنسان في جوهره شقيّاً كان أو سعيداً، غنيّاً كان أو فقيراً، هو الإنسان، أمّا إذا فقد ذاتيّته وشخصيّته ومبادئه، فقد فقد وجودَه نفسه ولم يبق منه شيء
- إِذا سرتَ في طريق الحقّ والواجب فلا تَسألْ: ما هو كَسْبِيَ الدُّنيويّ الشخصيّ؟! فَسَيْرُك في طريق الحقّ والواجب هو أعظم كسب، وثوابُ الله عزَّ وجلَّ أثمن من الدنيا ومن ألف دنيا
- أَمُدُّ نظري عشراتِ السّنينَ فَقَطْ إِلى الأمام، فأرى طواغيتَ العالمِ والعصرِ جُثَثاً مُتَفَسّخَةً يأكلُها الدّود، أو هياكلَ عاريةً من العظام، أو تراباً عاديّاً من تراب الأرض
- يجبُ أن نَمُدَّ أبصارَنا الحينَ بعد الحينِ في الزّمان والمكان، لتأخذَ الأشياءُ عندَنا حجمَها الحقيقيّ، ووزنَها الواقعيّ، ولِنُفَرّقَ بينَ الزّائلِ والخالد، والعَرَضِ والجوهر، ولنحرّرَ أنفسنا من كلِّ عبوديّةٍ لغيرِ الله الحيِّ الباقي الذي لا يزول، ولا نربِطَ قلوبَنا وعقولَنا بأحدٍ ولا بشيءٍ غيرِه عزَّ وجلَّ

## وفاته
توفي عصام العطار في مدينة آخن بألمانيا، مساء الخميس 23 من شوَّال 1445هـ الموافق 2 مايو (أيار) 2024م، عن مئة سنة هجرية، و97 سنة ميلادية. نعاه العديد من الشخصيات الإسلامية والسياسية والاجتماعية في سوريا والعالم العربي. وصُلي عليه صلاة الجنازة بعد صلاة الجمعة في اليوم التالي 24 من شوَّال 1445هـ الموافق 3 مايو 2024م، في مسجد بلال والمركز الإسلامي بآخن الذي كان أسَّسه الأستاذ العطار نفسه قديمًا. ثم شُيِّعت جنازته ظهر يوم الاثنين 27 من شوَّال 1445هـ الموافق 6 مايو 2024م، وصُلِّي عليه مرة أُخرى في مقبرة مدينة آخن (بالألمانية: Stadt Aachen Friedhof Hüls)، أمَّ المصلِّين ولدُه أيمن العطار، وألقيت كلماتٌ تأبينية منها كلمةُ الشيخ الدكتور حسين حلاوة الأمين العام للمجلس الأوروبي للإفتاء والبحوث، وحضرت شخصياتٌ كبيرة من رؤساء المراكز العلمية والدعوية والإسلامية في أنحاء أوربا، ثم دُفن في قبرٍ بجوار قبر صديقه المقرَّب الدكتور محمد الهوَّاري، غيرَ بعيد عن قبر زوجته بنان الطنطاوي وقبر حفيدته هدى عابدين.

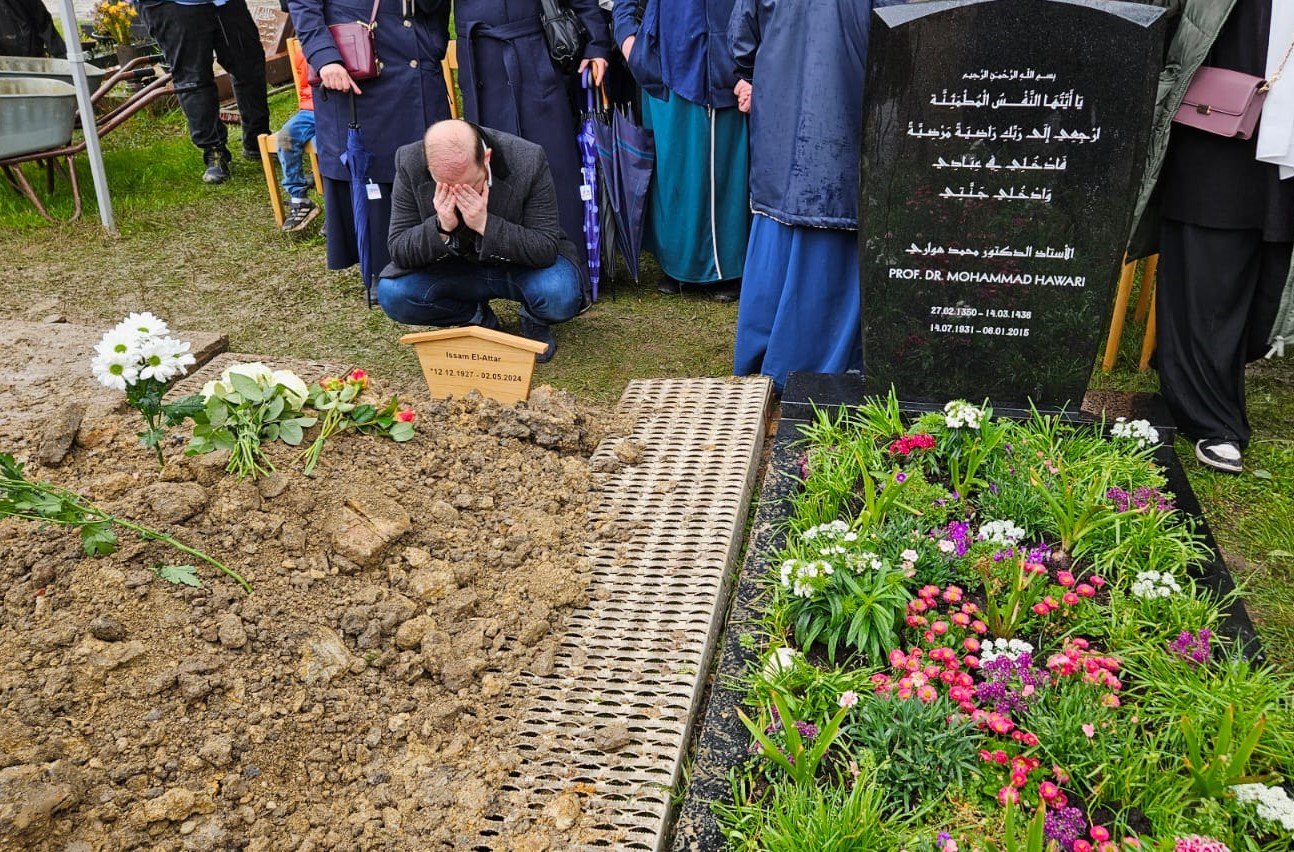
قبر عصام العطار، في مقبرة مدينة آخن، بجوار قبر صديقه الدكتور محمد الهوَّاري، ويظهر على قبره تاريخ ولادته ووفاته بدقة
ورقة نعي عصام العطار

## وصلات خارجية
- موقع عصام العطار (مؤرشف)
- إنجازات عصام العطار. اوراق العلم، 3 مايو 2024
- موقع عصام العطار على موقع خيمة
- عصام العطار ضيف برنامج مراجعات .. قناة الحوار 12 حلقة
- عصام العطار من موقع رابطة أدباء الشام.
- بعد ردود الفعل الواسعة على مقابلته مع «العربية.نت»: عصام العطار يوضح علاقته مع جماعة الإخوان المسلمين في سوريا، العربية نت، 17 مايو 2006
- الزعيم الإخواني السابق عصام العطار يكشف أسرار ابتعاده عن الجماعة، العربية نت، 10 مايو 2006